# На ринга
„На ринга“ (на английски: Against the Ropes) е американска спортна драма от 2004 г. на режисьора Чарлс С. Дътън (в режисьорския му дебют) и във филма участват Мег Райън и Омар Епс.